# Wereldkampioenschap superbike van Phillip Island 2010
Het wereldkampioenschap superbike van Phillip Island 2010 was de eerste ronde van het wereldkampioenschap superbike en het wereldkampioenschap Supersport 2010. De races werden verreden op 28 februari 2010 op het Phillip Island Grand Prix Circuit op Phillip Island, Australië.

## Superbike

### Race 1
| Pos | Nr  | Rijder            | Constructeur | Rondes | Tijd         | Grid | Punten |
| --- | --- | ----------------- | ------------ | ------ | ------------ | ---- | ------ |
| 1   | 91  | Leon Haslam       | Suzuki       | 22     | 34:13.435    | 1    | 25     |
| 2   | 84  | Michel Fabrizio   | Ducati       | 22     | +0.004       | 2    | 20     |
| 3   | 41  | Noriyuki Haga     | Ducati       | 22     | +0.769       | 10   | 16     |
| 4   | 65  | Jonathan Rea      | Honda        | 22     | +10.201      | 7    | 13     |
| 5   | 3   | Max Biaggi        | Aprilia      | 22     | +10.782      | 11   | 11     |
| 6   | 50  | Sylvain Guintoli  | Suzuki       | 22     | +11.079      | 5    | 10     |
| 7   | 7   | Carlos Checa      | Ducati       | 22     | +11.208      | 4    | 9      |
| 8   | 96  | Jakub Smrž        | Ducati       | 22     | +16.522      | 6    | 8      |
| 9   | 11  | Troy Corser       | BMW          | 22     | +20.291      | 13   | 7      |
| 10  | 57  | Lorenzo Lanzi     | Ducati       | 22     | +26.352      | 9    | 6      |
| 11  | 2   | Leon Camier       | Aprilia      | 22     | +29.775      | 16   | 5      |
| 12  | 76  | Max Neukirchner   | Honda        | 22     | +30.155      | 17   | 4      |
| 13  | 66  | Tom Sykes         | Kawasaki     | 22     | +31.951      | 12   | 3      |
| 14  | 67  | Shane Byrne       | Ducati       | 22     | +31.957      | 18   | 2      |
| 15  | 88  | Andrew Pitt       | BMW          | 22     | +55.082      | 19   | 1      |
| 16  | 31  | Vittorio Iannuzzo | Honda        | 22     | +1:10.932    | 22   |        |
| 17  | 15  | Matteo Baiocco    | Kawasaki     | 22     | +1:11.237    | 23   |        |
| 18  | 95  | Roger Lee Hayden  | Kawasaki     | 22     | +1:17.357    | 24   |        |
| 19  | 25  | Josh Brookes      | Honda        | 16     | +6 ronden    | 21   |        |
| DNF | 35  | Cal Crutchlow     | Yamaha       | 5      | Ongeluk      | 3    |        |
| DNF | 77  | Chris Vermeulen   | Kawasaki     | 3      | Ongeluk      | 14   |        |
| DNF | 52  | James Toseland    | Yamaha       | 2      | Ongeluk      | 8    |        |
| DNS | 111 | Rubén Xaus        | BMW          | 0      | Blessure     | 15   |        |
| DNS | 123 | Roland Resch      | BMW          | 0      | Niet gestart | 20   |        |

### Race 2
| Pos | Nr  | Rijder            | Constructeur | Rondes | Tijd         | Grid | Punten |
| --- | --- | ----------------- | ------------ | ------ | ------------ | ---- | ------ |
| 1   | 7   | Carlos Checa      | Ducati       | 22     | 34:16.428    | 4    | 25     |
| 2   | 91  | Leon Haslam       | Suzuki       | 22     | +0.307       | 1    | 20     |
| 3   | 84  | Michel Fabrizio   | Ducati       | 22     | +0.434       | 2    | 16     |
| 4   | 50  | Sylvain Guintoli  | Suzuki       | 22     | +0.837       | 5    | 13     |
| 5   | 41  | Noriyuki Haga     | Ducati       | 22     | +3.453       | 10   | 11     |
| 6   | 65  | Jonathan Rea      | Honda        | 22     | +11.530      | 7    | 10     |
| 7   | 11  | Troy Corser       | BMW          | 22     | +12.026      | 13   | 9      |
| 8   | 3   | Max Biaggi        | Aprilia      | 22     | +13.068      | 11   | 8      |
| 9   | 35  | Cal Crutchlow     | Yamaha       | 22     | +14.401      | 3    | 7      |
| 10  | 52  | James Toseland    | Yamaha       | 22     | +14.707      | 8    | 6      |
| 11  | 2   | Leon Camier       | Aprilia      | 22     | +14.743      | 16   | 5      |
| 12  | 67  | Shane Byrne       | Ducati       | 22     | +14.851      | 18   | 4      |
| 13  | 57  | Lorenzo Lanzi     | Ducati       | 22     | +15.143      | 9    | 3      |
| 14  | 25  | Josh Brookes      | Honda        | 22     | +30.947      | 21   | 2      |
| 15  | 88  | Andrew Pitt       | BMW          | 22     | +41.855      | 19   | 1      |
| 16  | 76  | Max Neukirchner   | Honda        | 22     | +48.844      | 17   |        |
| 17  | 31  | Vittorio Iannuzzo | Honda        | 22     | +1:06.866    | 22   |        |
| 18  | 95  | Roger Lee Hayden  | Kawasaki     | 22     | +1:07.751    | 24   |        |
| DNF | 15  | Matteo Baiocco    | Kawasaki     | 17     | Uitgevallen  | 23   |        |
| DNF | 66  | Tom Sykes         | Kawasaki     | 13     | Uitgevallen  | 12   |        |
| DNF | 77  | Chris Vermeulen   | Kawasaki     | 7      | Ongeluk      | 14   |        |
| DNF | 96  | Jakub Smrž        | Ducati       | 6      | Ongeluk      | 6    |        |
| DNS | 111 | Rubén Xaus        | BMW          | 0      | Blessure     | 15   |        |
| DNS | 123 | Roland Resch      | BMW          | 0      | Niet gestart | 20   |        |

## Supersport
| Pos | Nr  | Rijder                | Constructeur | Rondes | Tijd        | Grid | Punten |
| --- | --- | --------------------- | ------------ | ------ | ----------- | ---- | ------ |
| 1   | 50  | Eugene Laverty        | Honda        | 21     | 33:37.836   | 4    | 25     |
| 2   | 26  | Joan Lascorz          | Kawasaki     | 21     | +4.359      | 1    | 20     |
| 3   | 54  | Kenan Sofuoğlu        | Honda        | 21     | +4.500      | 2    | 16     |
| 4   | 25  | David Salom           | Triumph      | 21     | +11.779     | 6    | 13     |
| 5   | 99  | Fabien Foret          | Kawasaki     | 21     | +17.266     | 10   | 11     |
| 6   | 55  | Massimo Roccoli       | Honda        | 21     | +25.034     | 9    | 10     |
| 7   | 127 | Robbin Harms          | Honda        | 21     | +27.834     | 8    | 9      |
| 8   | 40  | Jason DiSalvo         | Triumph      | 21     | +30.102     | 12   | 8      |
| 9   | 117 | Miguel Praia          | Honda        | 21     | +31.931     | 11   | 7      |
| 10  | 4   | Gino Rea              | Honda        | 21     | +31.991     | 14   | 6      |
| 11  | 37  | Katsuaki Fujiwara     | Kawasaki     | 21     | +40.552     | 5    | 5      |
| 12  | 7   | Chaz Davies           | Triumph      | 21     | +40.556     | 7    | 4      |
| 13  | 16  | Sébastien Charpentier | Triumph      | 21     | +1:28.553   | 13   | 3      |
| 14  | 33  | Paola Cazzola         | Honda        | 20     | +1 ronde    | 17   | 2      |
| 15  | 9   | Danilo Dell'Omo       | Honda        | 19     | +2 ronden   | 16   | 1      |
| DNF | 51  | Michele Pirro         | Honda        | 13     | Uitgevallen | 3    |        |
| DNF | 5   | Alexander Lundh       | Honda        | 7      | Ongeluk     | 15   |        |

## Tussenstanden na wedstrijd

### Superbike
| Pos | Nr | Rijder           | Team   | Punten |
| --- | -- | ---------------- | ------ | ------ |
| 1   | 91 | Leon Haslam      | Suzuki | 45     |
| 2   | 84 | Michel Fabrizio  | Ducati | 36     |
| 3   | 7  | Carlos Checa     | Ducati | 34     |
| 4   | 41 | Noriyuki Haga    | Ducati | 27     |
| 5   | 50 | Sylvain Guintoli | Suzuki | 23     |

### Supersport
| Pos | Nr | Rijder         | Team     | Punten |
| --- | -- | -------------- | -------- | ------ |
| 1   | 50 | Eugene Laverty | Honda    | 25     |
| 2   | 26 | Joan Lascorz   | Kawasaki | 20     |
| 3   | 54 | Kenan Sofuoğlu | Honda    | 16     |
| 4   | 25 | David Salom    | Triumph  | 13     |
| 5   | 99 | Fabien Foret   | Kawasaki | 11     |

1990 · 1991 · 1992 · 1994 · 1995 · 1996 · 1997 · 1998 · 1999 · 2000 · 2001 · 2002 · 2003 · 2004 · 2005 · 2006 · 2007 · 2008 · 2009 · 2010 · 2011 · 2012 · 2013 · 2014 · 2015 · 2016 · 2017 · 2018 · 2019 · 2020 · 2022 · 2023 · 2024 · 2025